# گاردا
گاردا (به ایتالیایی: Garda) یک کومونه و روستا در ایتالیا است که در استان ورونا واقع شده‌است.

## خصوصیات
گاردا ۱۶٫۱۱ کیلومترمربع مساحت و ۳٬۸۰۲ نفر جمعیت دارد و ۶۷ متر بالاتر از سطح دریا واقع شده‌است.

## نگارخانه

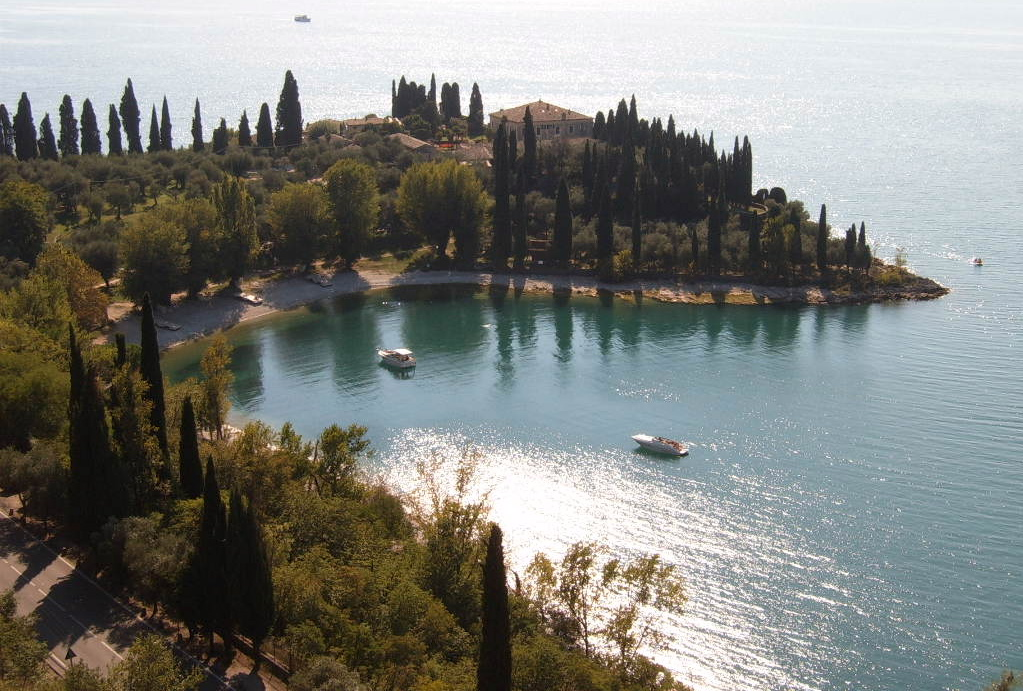
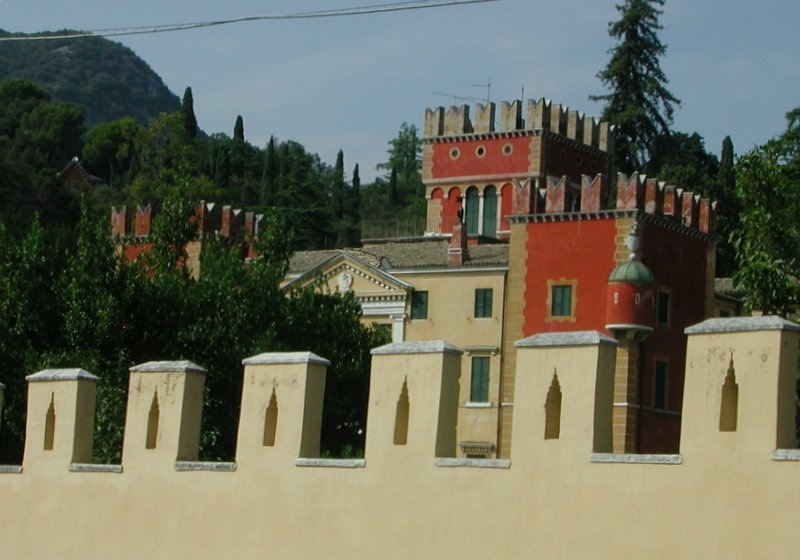
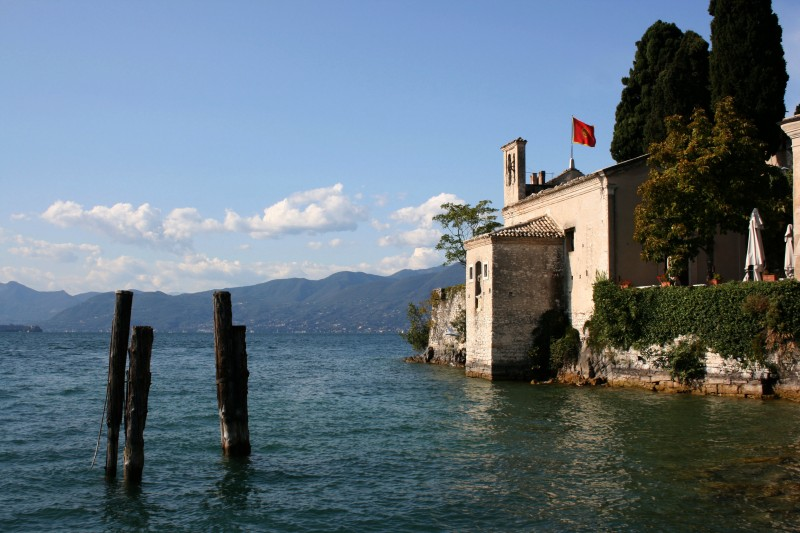
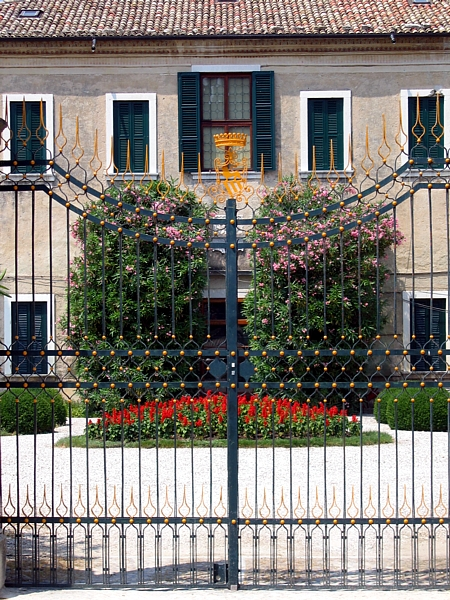
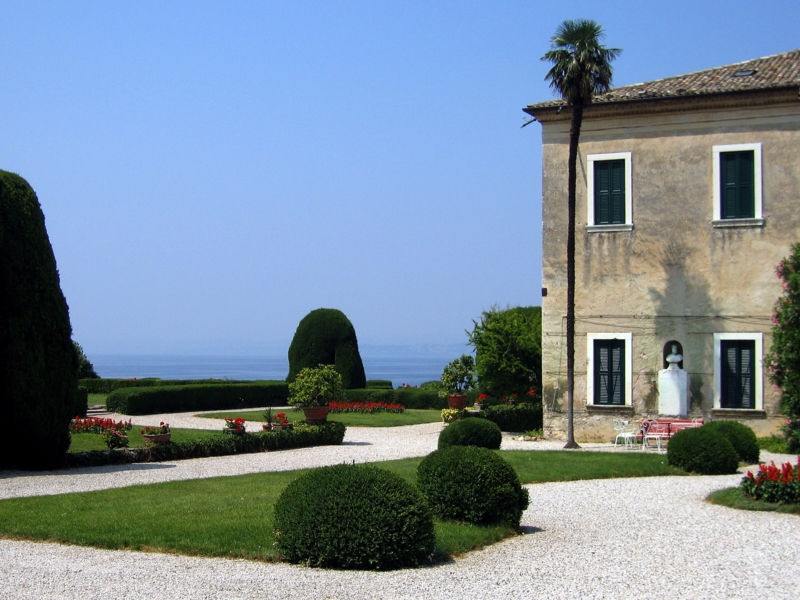
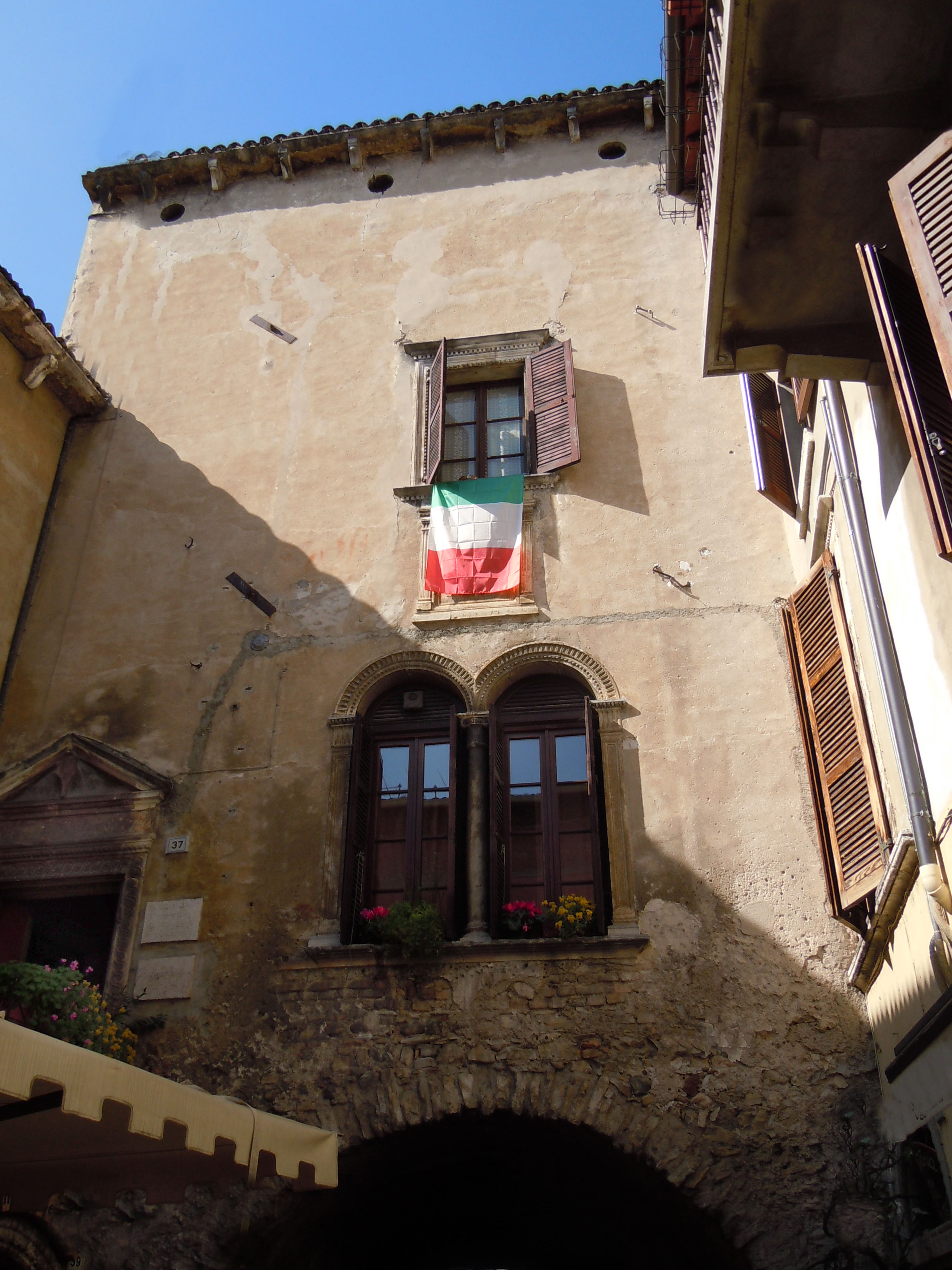